# Rauma (Norvegia)
Rauma è un comune norvegese della contea di Møre og Romsdal.